# Hemiphyllodactylus typus
Hemiphyllodactylus typus là một loài thằn lằn trong họ Gekkonidae. Loài này được Bleeker mô tả khoa học đầu tiên năm 1860.

## Hình ảnh

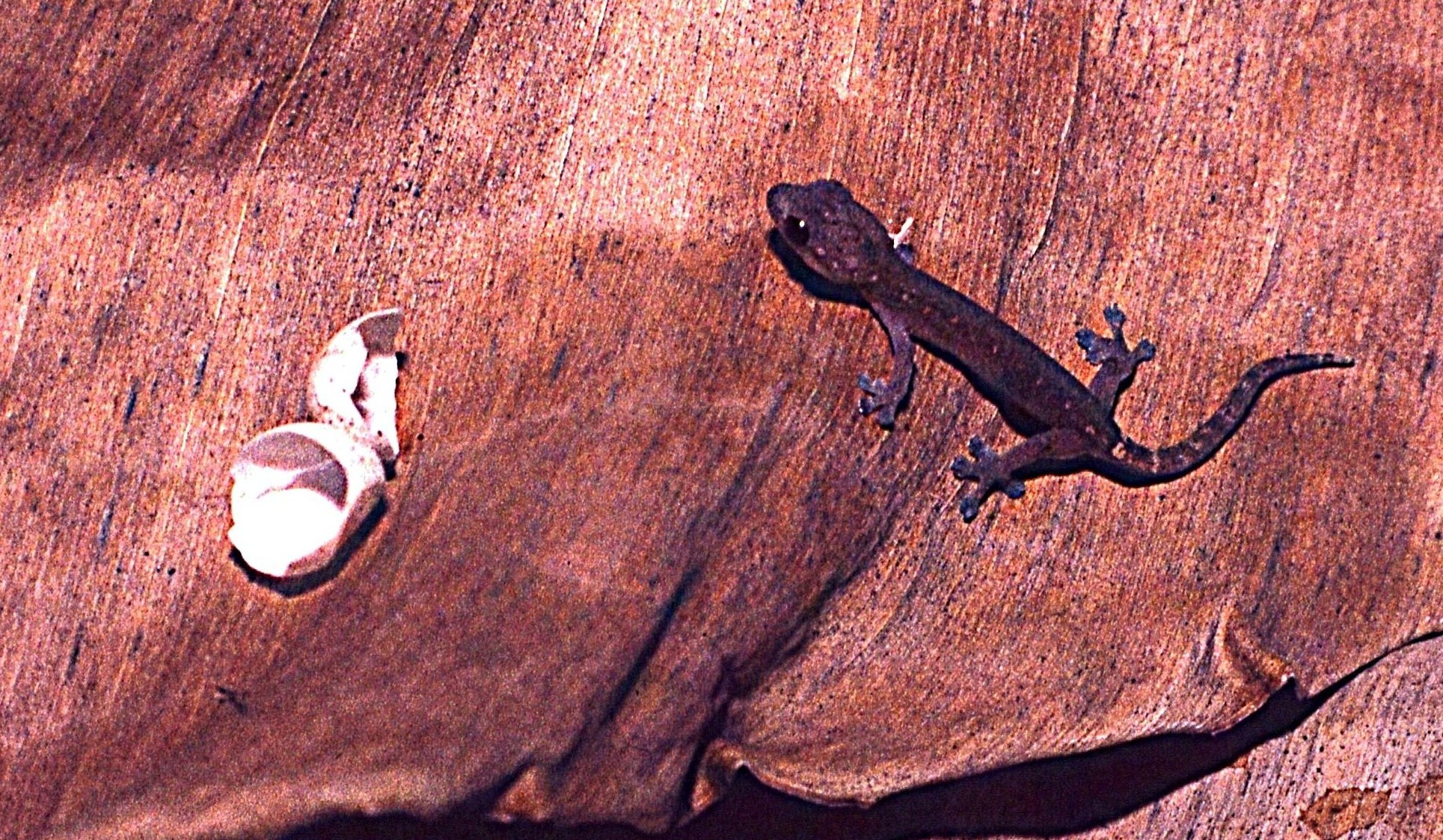